# South Tipperary
South Tipperary (irl. Contae Tiobraid Árann Theas) – dawne hrabstwo w Irlandii, południowa część tradycyjnego hrabstwa Tipperary, funkcjonująca jako samodzielna jednostka administracyjna w latach 1898-2014. Obejmowało 52% terytorium hrabstwa Tipperary.

## Miasta i wioski
- Cahir – Cathair Dún
- Carrick-on-Suir – Carraig na Suire
- Cashel – Caiseal Mumhan
- Clonmel – Cluain Meala
- Tipperary – Tiobraid Árann